# Théo Blaise Kounkou
Théo Blaise Kounkou, né le 24 avril 1950 à Brazzaville, est un artiste chanteur, auteur-compositeur-interprète congolais. Auteur de plusieurs chansons classiques, il est l'un des noms les plus connus de la rumba congolaise moderne.

## Enfance et début de carrière
Théo Blaise naît le 25 avril 1950 à Poto-Poto, l'un des célèbres et anciens quartiers de la capitale congolaise Brazzaville. En 1964, alors qu'il est encore âgé de 14 ans, il intègre successivement plusieurs chorales catholiques pour en apprendre les harmonies tonales. Il traverse le fleuve Congo pour rejoindre Kinshasa où il intègre plusieurs orchestres de quartiers et améliore ses capacités de chant.
De retour dans sa ville natale quelques années après, il rejoint le groupe Les As et Mando Negro KWala Kwa. En 1974, il publie son premier titre fétiche Amen Ledy. Par la suite, il part à Cotonou au Bénin, devient membre de l'ocrhestre Poly-Rythmo : il enregistre plusieurs albums avec ce groupe. Il participe au Festival panafricain de Lagos de 1977. Il quitte la capitale béninoise pour Abidjan et y rencontre Sam Mangwana : les deux créent ensemble le groupe African All Stars. 

## Carrière et succès
Le premier succès à l'international de Théo Blaise Kounkou est le titre Zenaba extrait de l'opus du même nom. Sur cet album, il est assisté par Lokassa ya Mbongo et Dizzy Mandjeku à la guitare et Ringa Moya à la batterie. Arrivé à Paris au début des années 1980, il est l'un des premiers artistes de rumba congolaise à employer le français et le lingala.
Il y publie, sous le label TBK Record, l'album Belle Amicha porté notamment par le single Mwana Djambala. Ce dernier connaît un succès filgurant ; il bat tous les records de vente en Afrique centrale et arrive en tête des hits parades aux Antilles. Ce single est un hymne à la tradition et un hommage au peuple téké.
Toutefois, son plus grand succès commerciale reste Eden chanté principalement en français, qui est aujourdh'ui considéré comme un classique de la rumba congolaise. En décembre 2017, il se produit en région parisienne au Salon Fougajazz. Il se produira de nouveau à Paris invité par 104 paris la même année. 

## Hommage
Théo Blaise Kounkou est l'un des rares chanteurs de rumba congolaise à avoir été au conservatoire de Paris. Le 15 août 2013, lors de la cérémonie de l'indépendance du Congo qui s'est tenue dans la ville Djambala, un hommage lui a été rendu via son titre Mwana Djambala. 
Il a également été élevé au rang de premier Ngatsié par les congolais tékés de la diaspora en 2015 à Paris. En 2006, il participe en tant qu'arrangeur à l'album Droit chemin de Fally Ipupa aux côtés de Maika Munan.

## Discographie

### Albums
- 1977 : Zenaba
- 1980 : Belle Amicha
- 1982 : Eden
- 1997 : Freedom Spirit
- 1992 : Nadia Soleil

### Singles
- Ça c'est  la vie
- Bibelo